# سوزن منگنه

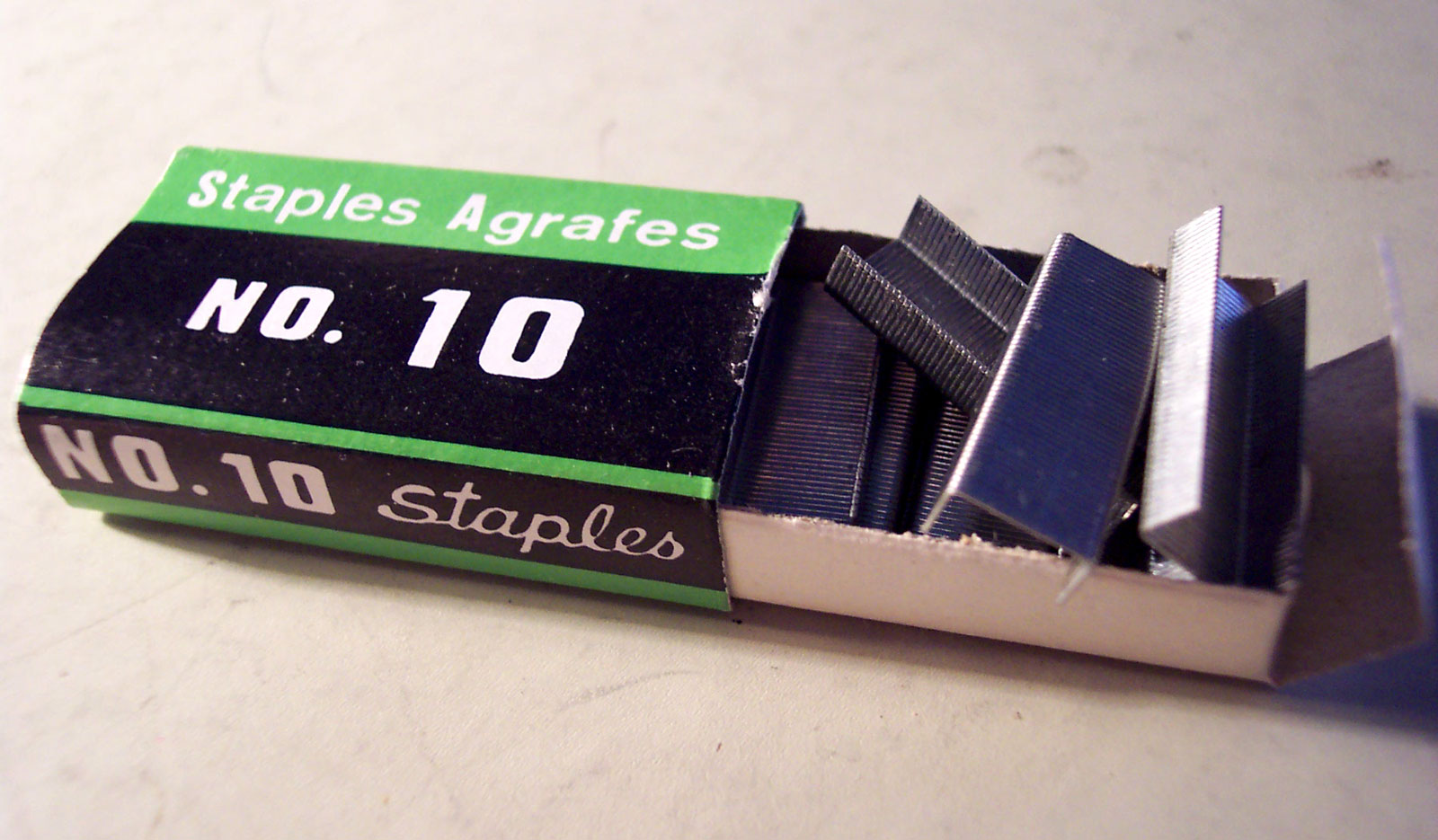
یک بسته منگنه‌ی مورد استفاده‌ی اداری

سوزن منگنه قطعه‌ای فلزی‌ست که دو سر آن با زاویه نود درجه خم شده‌است و در داخل منگنه‌کوب (منگنه زن) قرار می‌گیرد. معمولاً هر ۵۰ یا ۶۰ قطعه به هم چسبانده می‌شوند که بتوان آن را داخل منگنه‌کوب قرار داد. انواع مختلفی از منگنه وجود دارد که متناسب با جنس و
ابعاد قطعاتی که به هم متصل می‌شوند، مورد استفاده قرار می‌گیرند.